# Johann Baptist Weyh
Johann Baptist Weyh (* 7. Oktober 1806 in Kemnath; † 9. August 1886 in Regensburg) war ein deutscher Lehrer und Sprachwissenschaftler.

## Leben
Er besuchte das Gymnasium in Amberg und absolvierte ab 1827 das Lehramtsstudium an der Universität München. 1836 heiratete er Mathilde von Krüll, die Tochter von Franz Xaver von Krüll, der ab 1807 Rektor der damals zeitweise in Landshut angesiedelten Universität war. 1836 erschien eine erste didaktische Schrift, in der er die Deklinationsregeln des Lateinischen behandelte. 1842 erfolgte die Anstellung am Gymnasium Regensburg, wo er bei seinen Schülern so beliebt war, dass sie ihm mehrfach Glückwünsche widmeten, die auch gedruckt wurden. In den folgenden Jahren entstanden wichtige Lehrwerke zur deutschen Sprache und Grammatik, die teils mehrere Auflagen erfuhren. 1862 wurde er in den Ruhestand versetzt, nachdem er sich zuvor bereits zweimal hatte beurlauben lassen.

## Werke
- Ausführliche Zusammenstellung der Deklinations-Abweichungen und Geschlechtsregeln der lateinischen Sprache, Regensburg 1836
- Praktisches Handwörterbuch des deutschen Sprachgebrauchs, Regensburg 1843
- Deutsche Sprachlehre mit Übungen, Regensburg 1845
- Deutsches Wörterbüchlein zum Behufe der Rechtschreibung: enthaltend die am Meisten vorkommenden deutschen und fremden Wörter, Regensburg 1850
- Aufgaben zur Einübung sämmtlicher Regeln der deutschen Sprachlehre, einschließlich der Styl- und Dichtlehre, für den Unterricht an Gymnasien, Latein-, Gewerb- und Realschulen, Regensburg u. a. 1866